# Macizo de Pacuni
Macizo de Pacuni es un estratovolcán del altiplano de Bolivia, ubicado al noroeste del departamento de Oruro y al sur del nevado Sajama. Este volcán se compone principalmente de andesita y dacita, la fecha de su última erupción se desconoce, aunque posiblemente lo hizo en el Holoceno.[cita requerida]